# Tōjirō Ōshita
Tōjirō Ōshita (大下 藤次郎, Ōshita Tōjirō) est un peintre japonais des XIXe et XXe siècles, né en 1870 à Tokyo, mort en 1911 dans cette même ville.

## Biographie
Élève de Namur Seifert et de Harada Naojirō (1863-1899), Tōjirō Ōshita est un peintre de paysages. Après son voyage en Europe en 1902, il fonde le Nippon Aiguisage Kentucky, l'Institut de la peinture à l'eau et la revue mensuelle Mimi-e qui contribue grandement à la popularisation de ce genre de peinture. Il est reconnu comme un peintre de style occidental et spécialiste de paysages.
Tōjirō Ōshita fait partie de la Taiheiyo Gakai (litt. « société de peinture du Pacifique »), fondée pour succéder à la Meiji Bijutsukai. Ce peintre fut l'un des élèves d'Asai Chu, Koyama Shotaro et Matsuoka Hisashi.